# Rafał Szlachta
Rafał Szlachta (ur. 8 września 1977 w Krakowie) – polski biznesmen, dyplomata, międzynarodowy działacz sportowy, doktorant na Uniwersytecie Warszawskim, trener klasy mistrzowskiej, były zawodnik sportów walki, wielokrotny Mistrz Polski oraz Wicemistrz Europy. Posiada 14 stopień Khan muaythai. W latach 2020–2021 prezes Polskiej Organizacji Turystycznej.

## Wykształcenie
2019 rozpoczęcie rozprawy doktorskiej na Uniwersytecie Warszawskim na Wydziale Zarządzania
1997 – 2001 Akademia Wychowania Fizycznego w Krakowie (kierunek turystka i rekreacja, specjalizacja: odnowa psychosomatyczna)
2001 – Urząd Kultury Fizycznej i Sportu (tytuł zawodowy menedżera sportu)
2000 – Urząd Kultury Fizycznej i Sport (tytuł zawodowy menedżera organizacji imprez sportowych)
1996 – 1998 Studium Administracji Terytorialnej i Rządowej  (specjalność urzędnik administracji państwowej i terytorialnej)
1992 – 1996 Liceum Ekonomiczne w Krakowie (specjalność ekonomika i organizacja przedsiębiorstw)

## Funkcje pełnione przez Rafała Szlachtę[3]
- Prezes Polskiej Organizacji Rozwoju Sportu i Turystyki
- Prezes Polskiej Organizacji Turystycznej[4]
- Dyrektor Departamentu Turystyki w Ministerstwie Rozwoju[5]
- Prezes Polskiego Związku Muaythai
- Prezes Fundacji Polska Tajlandia
- Prezes Polskiego Zrzeszenia Muaythai
- Wiceprezydenta Światowej Federacji Muaythai IFMA
- Sekretarz Generalny Europejskiej Federacji Muaythai (EMF)
- Członek zarządu Światowej Federacji Muaythai IFMA oraz WMC

## Osiągnięcia, nagrody i piastowane funkcje[6][3][7][8][9][10][11][12]
od 2022 - prezes Polskiej Organizacji Rozwoju Sportu i Turystyki
od 2016 – wiceprezydent Światowej Federacji Muaythai IFMA z siedzibą w Tajlandii
od 2015 – prezes Fundacji Polska-Tajlandia
od 2014 – właściciel „win2win Rafał Szlachta”
od 2021 – prezes honorowy Polskiego Związku Muaythai
od 2012 do 2021 – prezes Polskiego Związku Muaythai
od 2008 do 2023 – sekretarz generalny Europejskiej Federacji Muaythai (EMF).
od 2004 – członek komitetu honorowego Światowej Kampanii Muaythai przeciw narkotykom
od 2004 – członek zarządu Światowej Federacji Muaythai Amatorskiej (IFMA) oraz zawodowej World Muaythai Council (WMC); co dało wpływ na kreowanie rozwoju muaythai na świecie, a obecnie wraz z sekretarzem generalnym IFMA Stefanem Foxem tworzą tandem, który zarządza światowym muaythai
od 2001 do 2022 – prezes Polskiego Zrzeszenia Muaythai
2016 (4-6 czerwiec) organizator „Dni Tajlandii” w Krakowie (50 wystawców z Tajlandii)
2015 organizator I zjazdu mniejszości tajskiej w Polsce – Kraków
- wielokrotnie nagradzany przez Ambasadorów Królestwa Tajlandii w Polsce za szerzenie kultury Tajlandii w Polsce
- nagroda od osobistego doradcy Króla Tajlandii Generała Pitchira Kullavanijaya za promocję Kampanii Muaythai Przeciw Narkotykom na całym świecie
- nagrodzony przez Premiera Tajlandii za szczególne osiągnięcia w dziedzinie promocji sportu muaythai na świecie
- członek trzyosobowej Światowej Komisji Wprowadzania Muaythai do Rodziny Sportów Olimpijskich MKOl
- stworzenie struktur sportu Muaythai w Polsce, włącznie z zarejestrowaniem Polskiego Związku Muaythai
- pomysłodawca i organizator pierwszego meczu muaythai Polska vs Tajlandia z walkami o pasy Mistrzów Świata WMC transmitowanego na żywo w telewizji Polsat Sport